# Orbs
Orbs est un groupe de space rock américain. Il est formé en 2007 par Dan Briggs (Between the Buried and Me), Ashley Ellyllon (Cradle Of Filth) et Adam Fisher (Fear Before),.

## Biographie
Le groupe est formé à la fin 2007 comme projet Internet similaire à celui de The Postal Service. Le groupe emprunte un style de rock progressif similaire à celui de Between the Buried and Me et un style expérimental dans la veine de Fear Before the March of Flames.
Leur premier album, Asleep Next to Science, est publié le 27 août 2010 chez Equal Vision Records, et est suivi par une tournée.
Orbs publie un single intitulé These People are Animals le 20 octobre 2014, et leur second album est annoncé en processus de mixage pour 2015. Intitulé Past Life Regression, il est finalement publié le 15 juillet 2016.

## Membres

### Membres actuels
- Adam Fisher – chant, guitare
- Dan Briggs – guitare, basse
- Ashley Ellyllon – claviers, chant
- Chuck Johnson – basse, chant
- Matt Lynch – batterie

### Anciens membres
- Clayton "Goose" Holyoak – batterie